# Schloss Liberec

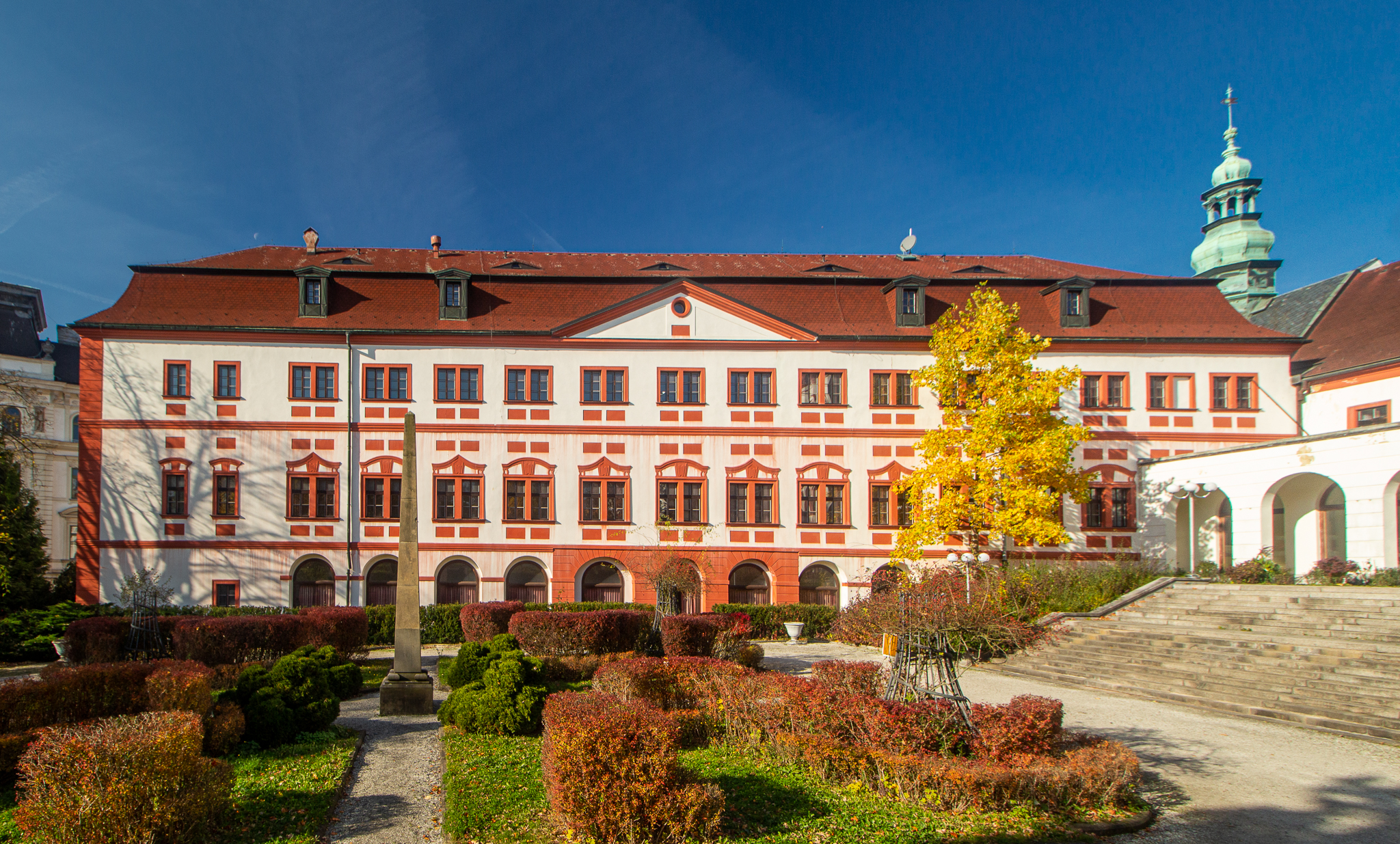
Das alte Schloss in Reichenberg (Liberec)

Das Schloss Liberec (deutsch Schloss Reichenberg) ist ein klassizistischer Bau im Zentrum von Liberec (deutsch Reichenberg) in Tschechien (Nordböhmen), dessen heutige Gestalt aus dem 18. Jahrhundert stammt. Bis zum Jahr 2001 war hier eine der größten Glassammlungen untergebracht.

## Geschichte
Joachim von Bieberstein (Bibrštejn) baute ab 1538 auf dem Gelände zunächst ein Wohnhaus (Herrenhaus). In den Jahren 1583–1587 errichteten die Brüder Christoph von Redern († 1591) und Melchior von Redern (1555–1600) ein Renaissanceschloss. Als Architekt wird Marcus Antonio de Lancie vermutet, der in dieser Zeit in Görlitz tätig war. 
Nach dem Tod des Christoph I. von Redern ging es in den Besitz von Melchior von Redern über, danach an dessen Ehefrau Katharina von Redern, geb. Gräfin Schlick (1564–1617), die es für ihren Sohn Christoph II. von Redern (1591–1641) verwaltete. Katharina von Redern ließ in den Jahren 1604–1606 an der Nordseite des Gebäudes vom Baumeister Johann Arkan aus Zittau eine Schlosskapelle errichten, gleichzeitig wurde ein Glockenturm im Nordflügel erbaut.
1609 erfolgte der Bau des Nordflügels für ihre Schwester Nicola von Nostitz (Mikuláška z Nosticové), genannt Nostitz-Flügel. Der ältere Redern-Flügel des Schlosses wurde 1615 bei einem Brand zerstört, die Schlosskapelle blieb jedoch verschont. Der Wiederaufbau im Spätrenaissance-Stil erfolgte ebenfalls durch Johann Arkan aus Zittau. 
Nach der Schlacht am Weißen Berg im Jahr 1620 wurde Christoph von Redern enteignet und die Herrschaft ging an Albrecht von Wallenstein. Nach der Ermordung Wallenstein erhielten die Grafen Clam-Gallas das Schloss. Christian Phillip Graf Clam-Gallas (1748–1805) ließ neben dem alten Schloss einen Neubau errichten. Dieses sogenannte Neue Schloss – ein zweigeschossiges neoklassizistisches Gebäude – wurde von Architekt Louis Grenier († 1811) und Baumeister Johann Josef Kunze (Kuntze) in den Jahren 1773–1776 erbaut. Von 1785 bis 1786 wurde auch der Redern-Flügel des alten Schlosses barock umgestaltet und mit einem Mansarddach versehen, nur der Nordflügel mit der Schlosskapelle blieb in der alten Form erhalten. Außerdem wurden am Schlosspark die Umfassungsmauern entfernt. 

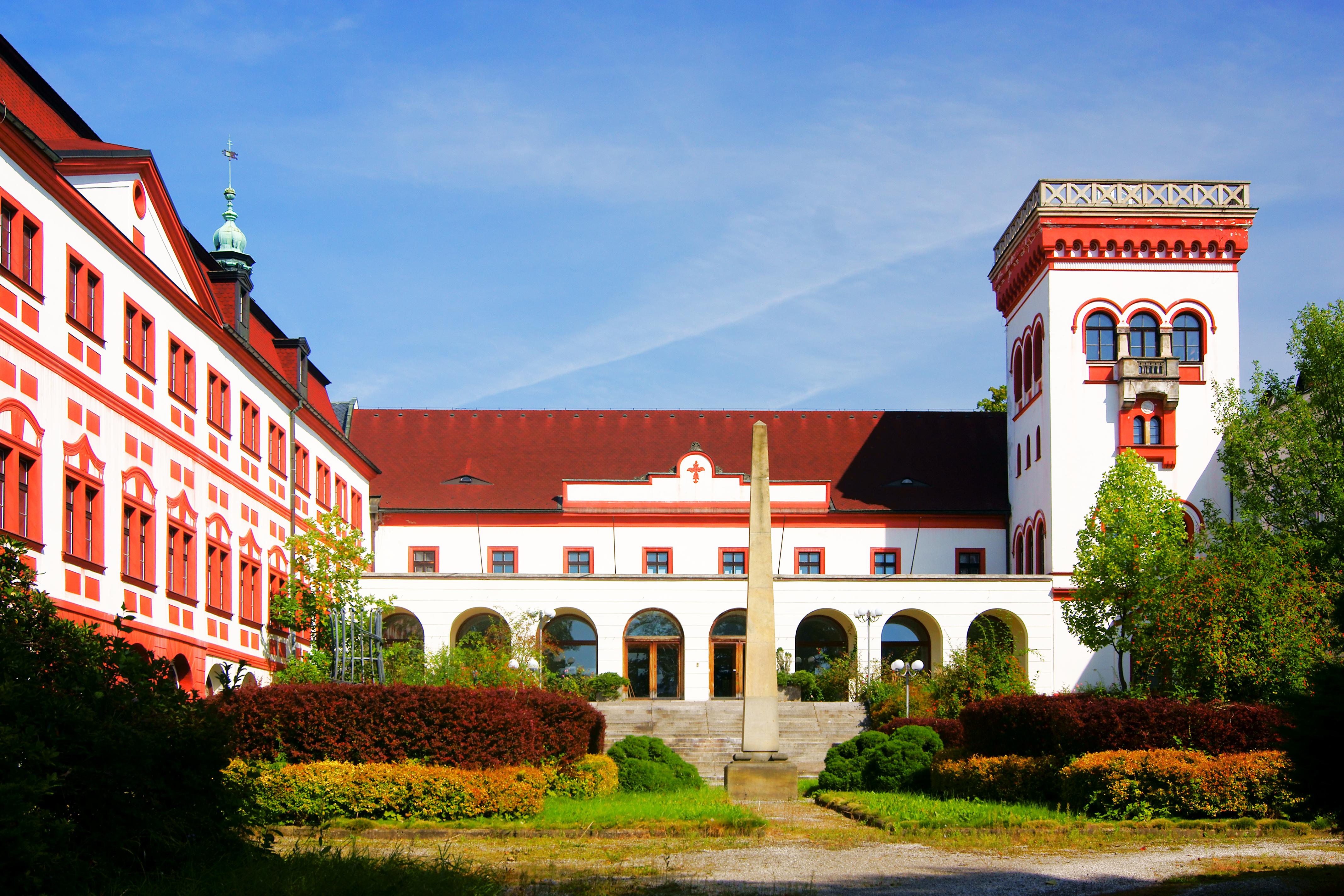
Innenhof des Schlosses mit dem Nostitz-Flügel

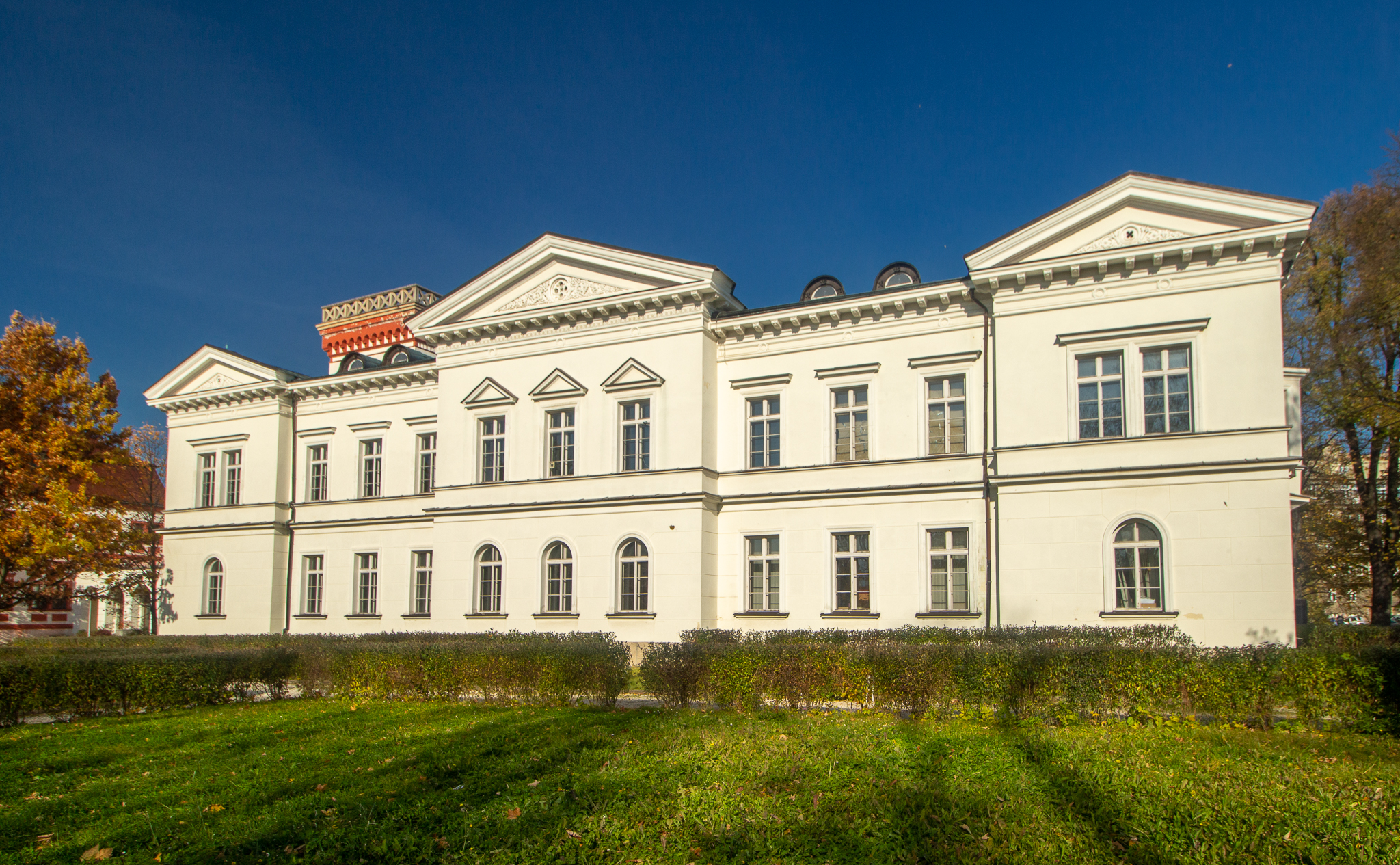
Neues Schloss

Ein Umbau des neuen Schlosses im Geist der Romantik zur Sommerresidenz der Familie des Grafen Clam-Gallas erfolgte in den Jahren 1852–1854 durch den Wiener Architekten Friedrich August von Stache (1814–1895) und den Baumeister Heinrich Ferstel (1828–1883). Dabei wurde auch ein neuer Turm zwischen dem Neuen Schloss und dem Nostitz-Flügel errichtet. 
Im Jahr 1850 wurde im Redern-Flügel das Amtsgericht etabliert und 1927 im Neuen Schloss ein Schloss-Restaurant und die Schlossverwaltung eingerichtet. Nach der Bodenreform von 1933 ging das Schloss in Staatsbesitz über, es diente als staatliche Landwirtschafts- und Forst-Verwaltung. In den 1950er Jahren wurde im Redern-Flügel eine Ingenieurschule eingerichtet. Das Neue Schloss und der Nostitz-Flügel wurde von einer Glasexport-Firma (Skloexport) übernommen, ab 1986 auch der Redern-Flügel. Diese Firma besaß eine der größten Glassammlungen der Welt, die im Schloss untergebracht war. 
Nach dem Konkurs der Firma im Jahr 2001 wurde die Glasmuster-Sammlung von etwa 20.000 Stück versteigert. Das Schloss ist für die Öffentlichkeit nicht mehr zugänglich, lediglich die Renaissance-Kapelle wird als Repräsentationsraum, z. B. für Hochzeiten, genutzt.